# MTV
MTV (skrót od Music Television) – amerykańska stacja muzyczna, należąca obecnie do Paramount Media Networks, wchodzącej w skład Paramount Global. Stację odbierać można za pośrednictwem telewizji satelitarnych i naziemnych oraz sieci kablowych.

## MTV w popkulturze

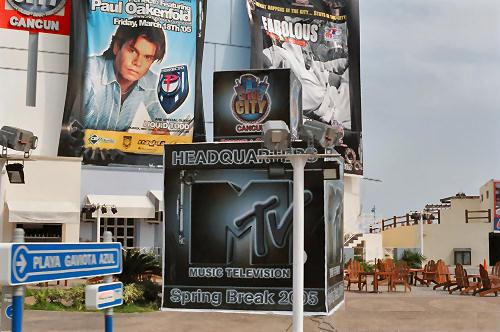
Na fotografii widoczne logo MTV

MTV powstała w 1981 w Stanach Zjednoczonych, posiadając na początku licencje na emisję 180 teledysków i docierając do około dwóch milionów odbiorców.
Stacja rozpoczęła emisję w Nowym Jorku 1 sierpnia 1981 roku o godzinie 12.01 czasu wschodniego EST. Telewidzów MTV powitał prezenter John Lack słowami "Ladies and gentlemen, rock and roll!" Melodię przewodnią napisali Jonathan Elias i John Petersen, ilustracją było lądowanie Apollo 11 na Księżycu i powiewająca flaga z logo stacji. Nazwę dla kanału wymyślił pierwszy dyrektor programowy Steve Casey, a formę nadali mu John Sykes i Fred Seibert.
Pierwszym wideoklipem wyemitowanym w MTV była piosenka „Video Killed the Radio Star” w wykonaniu The Buggles (był również milionowym teledyskiem MTV).
Początkowo kanał nastawiony był na widzów w wieku 12-34 lata. W pierwszych miesiącach odbierany był głównie w New Jersey, a widzowie poświęcali mu średnio 30 minut dziennie. Szybki wzrost popularności MTV zawdzięcza kampanii reklamowej pod hasłem I Want My MTV, którą prowadził Tom Freston.
Od czasów założenia do dziś przewija się jako jedna z wizytówek kultury masowej, kształtuje trendy, zachowania i modę. Jej wpływ jest tak istotny, że w socjologii czasem używa się określenia Pokolenie MTV.
MTV posiada licencje na emisję tysięcy teledysków, a jej widownia sięga półtora miliarda osób, w ponad 140 krajach na całym świecie. MTV szczyci się, że wypromowała takie gwiazdy jak: Michael Jackson, Britney Spears, Justin Timberlake, 50 Cent, Eminem i Madonna.

## Programy MTV
- 120 Minutes
- All Access
- America's Next Top Model
- Catwalk
- Chillout Zone
- Club MTV
- Isle of MTV
- Making the Video
- MTV Icon
- MTV Live
- MTV News
- MTV New Year's Eve
- MTV Sports
- MTV Unplugged
- Remote Control
- Road Rules
- Say What? Karaoke
- Spider-Man
- The Cut
- Total Request
- Yo! MTV Raps
- 16 and pregnant
- 16 and pregnant season 2
- Teen Mom
- Teen Mom Season 2

### Programy komediowe/satyryczne
- Dirty Sanchez
- Fur TV
- Jackass
- Punk'd
- The Tom Green Show
- Viva la Bam
- Fist of Zen
- Wildboyz

### Animacje / Kreskówki
- Beavis i Butt-head
- Celebrity Deathmatch
- Daria
- Diary
- Przyjaciele z wesołego lasu
- O’grady
- Przerysowani
- Ren i Stimpy tylko dla dorosłych(inne języki)
- Rick i Steve
- Synowie rzeźnika
- The Brothers Grunt
- South Park
- Downtown
- Annoying Orange

### Reality show
- The City
- The Hills
- The Real World
- Rodzina Osbourne’ów
- Made
- Newlyweds: Nick and Jessica
- Odpicuj mi brykę
- Pimp My Ride UK
- Pimp My Room
- Super słodkie 16 urodziny
- Date My Mom
- Co na to tato?
- Cribs
- True Life
- Making the Band
- Zakochaj się w Tili Tequili
- Zakochaj się w Tili Tequili 2
- A jak Amore
- Dzieci zza krat
- Raperska rodzina Runa
- Uparty Jak Hogan
- Uparta jak Brook
- Od Zipa do Dżentelmena
- Zakochaj się w Rikki i Vikki
- Paris Hilton - Kumpela na zabój
- Paris Hilton - Kumpela na zabój 2
- Kardashianowie
- Szał ciał
- Od Zipa do Dżentelmena
- Od Zipa do Dżentelmena 2
- Gej, hetero czy zajęty?
- Polowanie na singla
- Miłość w Rytmie Rocka
- Miłość w Rytmie Rocka 2
- Wanna Come In?
- Miłość w Rytmie Hip Hopu
- Miłość jest ślepa

## Seriale

### Obecne emitowane
- Big Time Rush (2009–)
- Power Rangers Samurai (2011–)
- Krzyk (2015–)
- Chybić Farah(inne języki) (2019–)
- Astronauci(inne języki) (2020–)

### Dawniej emitowane
- Inna (2011–2015)
- Teen Wolf: Nastoletni wilkołak (2011–2017)
- Finding Carter (2014–2015)
- Faking It (2014–2016)
- Eye Candy (2015)
- Sweet/Vicious (2016–2017)
- Mary + Jane (2016–2017)
- Loosely Exactly Nicole (2016–2017)
- Kroniki Shannary (2016–2017)

## Nagrody MTV
Nagrody przyznawane przez MTV:
- MTV Video Music Awards, przyznawane od 1984 roku, jedne z najbardziej prestiżowych nagród w branży muzycznej
- MTV Europe Music Awards
- TRL Awards
- MTV Asia Awards
- mtvU Woodie Awards
- MTV Australia Video Music Awards
- MTV Immies (and its related Gimmies)
- MTV Mandarin Music Awards
- MTV Mandarin Music Honors
- MTV Penghargaan MTV Indonesia
- MTV Pilipinas
- MTV Romania Music Awards
- MTV Russian Music Awards
- MTV Video Music Brasil Awards
- MTV Video Music Awards Japan
- Los Premios MTV Latinoamérica
- TMF Awards
- Nickelodeon Kids’ Choice Awards
- TRL Awards (Włochy)

### Nagrody Filmowe
- MTV Movie Awards, przyznawane od 1992 roku
- MTV Movie Awards Latin America
- MTV Asia Movie Awards
- MTV Russia Movie Awards
- MTV Indonesia Movie Awards

### Nagrody ze świata mody
- MTV India Style Awards
- MTV China Style Awards
- MTV Philippines Style Awards
- Fashionista MTV (Latin America)

## Cenzura w MTV
Lista teledysków zakazanych do odtwarzania:
- „(Oh) Pretty Woman” (Van Halen)[3]
- „American Life” (Madonna)[4] (zastąpiona drugą wersją)
- „Ahwak (Al Anisa Farah)(inne języki)” (Abu)
- „Erotica” (Madonna)[5]
- „Nanana” (Melissa)
- „Jesus Christ Pose” (Soundgarden)[6]
- „Justify My Love” (Madonna)[7]
- „Megalomaniac(inne języki)” (Incubus)[8]
- „They Don't Care About Us” (Michael Jackson, Prison Version)
- „We Live Football” (MAZ)
- „Ya Lil (Al Anisa Farah)(inne języki)” (Ramage)